# Montgomery (nome)
Montgomery  è un nome proprio di persona inglese maschile.

## Varianti
- Maschile: Montgomerie[2]
  - Ipocoristici: Monte[1][2], Montie[2], Monty[1][2]

## Origine e diffusione
Il nome deriva da un cognome inglese che in antico francese significa "montagna di Gomeric/Gumarich".
Come prenome non risulta essere molto popolare.

## Onomastico
Il nome è adespota. Le persone che portano questo nome possono quindi festeggiare il proprio onomastico il 1º novembre, giorno dedicato alla festa di Ognissanti.

## Persone

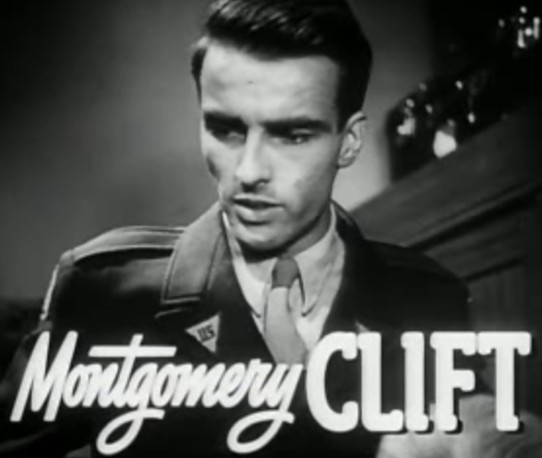
Montgomery Clift

- Montgomery Blair, politico statunitense
- Montgomery Clift, attore statunitense
- Montgomery Wood, pseudonimo di Giuliano Gemma, attore italiano

### Variante Monty

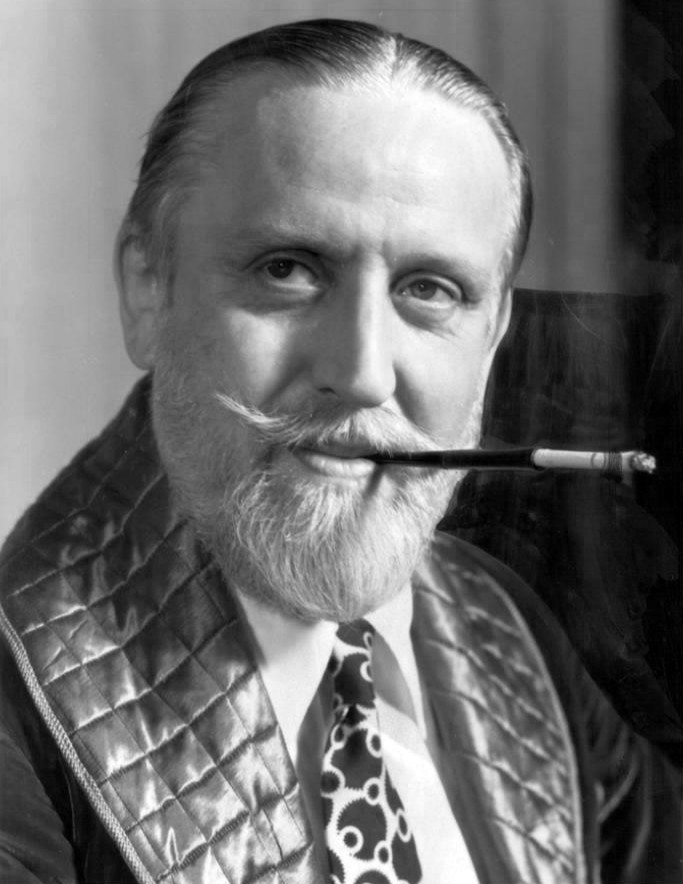
Monty Woolley

- Monty Banks, attore, regista e produttore cinematografico italiano
- Monty Brown, giocatore di football americano e wrestler statunitense.
- Monty Mack, cestista statunitense
- Monty Norman, musicista e compositore britannico
- Monty Oxy Moron, tastierista britannico
- Monty Roberts, etologo statunitense
- Monty Ross, produttore cinematografico, attore e regista statunitense
- Monty Sopp, wrestler statunitense
- Monty Williams, cestista e allenatore di pallacanestro statunitense
- Monty Woolley, attore statunitense

## Il nome nelle arti
- Montgomery Burns è un personaggio della serie animata I Simpson.
- Montgomery MacNeal è un personaggio del film Saranno famosi e dell'omonima serie televisiva, interpretato rispettivamente dagli attori Paul McCrane e P.R. Paul[3].
- Montgomery Montgomery è un personaggio della serie di romanzi Una serie di sfortunati eventi, scritta da Lemony Snicket.
- Montgomery Scott è un personaggio della serie televisiva Star Trek.